# Dukum
Dukum (bułg. Дукум) – chan bułgarski w latach 814–815.
Imię Dukuma pojawia się obok imion Dicewga i Czoka w Menologionie cesarza Bazylego II i słowiańskim Prologu, datowanych na okres od końca IX  do końca XIV wieku. Złatarski uważa Dukuma i Czoka za tę samą osobę.
Dukum doszedł do władzy po nagłej śmierci chana Kruma, w kwietniu 814 roku, w trakcie prowadzonych na wielką skalę przygotowań do wyprawy na Konstantynopol. Wokół młodego i niedoświadczonego syna Kruma, Omurtaga  doszło do walk o władzę w państwie pomiędzy bojarami bułgarskimi. Wśród historyków nie ma zgody co do okresu i charakteru sprawowanej przez Dukuma władzy. G.Ostrogorski przyjmuje za W. Beszewlijewem, że panowanie jego i jego następcy było krótkotrwałe, i że jeszcze w 814 roku Omurtag odzyskał władzę. D. Lang uważa, że Omurtag zdobył pełnię władzy w państwie najdalej pod koniec 815 roku. Według T. Wasilewskiego nastąpiło to dopiero w 819 roku. Ponieważ niewiele wiadomo o przebiegu walk, niewiele można też powiedzieć o czasie i okolicznościach utraty władzy przez Dukuma na rzecz jego następcy Dicewga. Jego panowanie nie odznaczyło się niczym szczególnym w dziejach Bułgarii. Wasilewski zaznacza, że toczył, prawdopodobnie w oparciu o zgromadzony przez chana Kruma potencjał wojenny, walki z Bizancjum.
Oprócz historyków uznających w Dukumie samodzielnego władcę, nie brak autorów marginalizujących jego znaczenie i uznających w nim co najwyżej jednego z regentów w okresie niepełnoletności Omurtaga. Wedle innego poglądu Dukum, podobnie jak Dicewg, był komesem zarządzającym jedną z prowincji, a przetrwanie jego imienia w tradycji przypisać należy temu, że występował wobec prześladowanych chrześcijan jako przedstawiciel władzy państwowej.